# Val Calanca
La Val Calanca (in tedesco Calancatal) è una valle laterale della più conosciuta Val Mesolcina, in Svizzera. La valle confina a ovest con il Canton Ticino e a est con la Val Mesolcina. Si tratta di una delle quattro valli italofone del Cantone dei Grigioni.

## Orografia
Il suo percorso segue quello del torrente Calancasca, ed è parallelo a quello della Mesolcina, da Nord a Sud. La Calancasca sfocia nella Moesa, la quale prosegue per un breve tratto verso Bellinzona per gettarsi a sua volta nel Ticino. 
Dal punto di vista orografico si trova nelle Alpi dell'Adula.
Per quanto riguarda il clima, la parte bassa della valle è caratterizzato da temperature relativamente miti. Il castagno può ad esempio attecchirvi. A nord, la parte alta della Val Calanca ha un clima decisamente alpino.
I monti principali che contornano la valle sono:
- Puntone dei Fraciòn - 3.202 m
- Cima Rossa - 3.161 m
- Zapporthorn - 3.152 m
- Cima dei Cogn - 3.063 m
- Torrone Alto - 2.948 m
- Cima de Gagela - 2.805 m
- Pizzo di Claro - 2.727 m
- Piz de Groven - 2.694 m
- Cima di Bedoletta - 2.633 m

## Storia
Nel 1496 la Calanca entrò a far parte della Repubblica delle Tre Leghe, formando, insieme alla Mesolcina, l'ottavo Comun grande della Lega Grigia.
Nel 1951 è stata inaugurata in Val Calanca la diga di Molina, che ha portato alla formazione del lago di Buseno.

## Comuni
I cinque comuni della valle sono riuniti nel Circolo di Calanca e appartengono al distretto della Moesa. Sono i seguenti:
- Buseno compresa Molina
- Calanca comprese Arvigo (e Landarenca), Braggio, Cauco (e Bodio) e Selma (fusione nel 2015)
- Castaneda
- Rossa comprese Augio, Santa Domenica (fusione nel 1982) e Valbella di Calanca
- Santa Maria in Calanca

Lo sviluppo demografico dal Settecento è in ribasso. Se allora gli abitanti erano oltre duemila, nel 2000 ne rimanevano 809. I tentativi di frenare la tendenza negativa sembrano aver dato buoni frutti negli ultimi anni.

## Galleria d'immagini

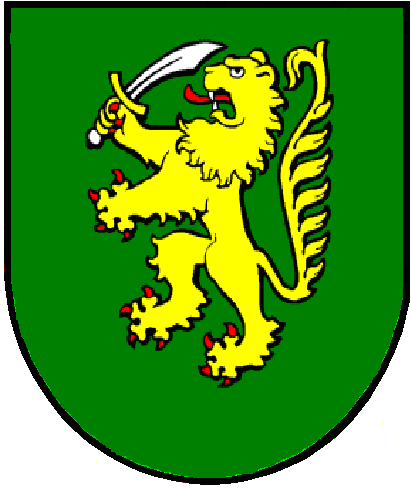
Val Calanca e Val Mesolcina
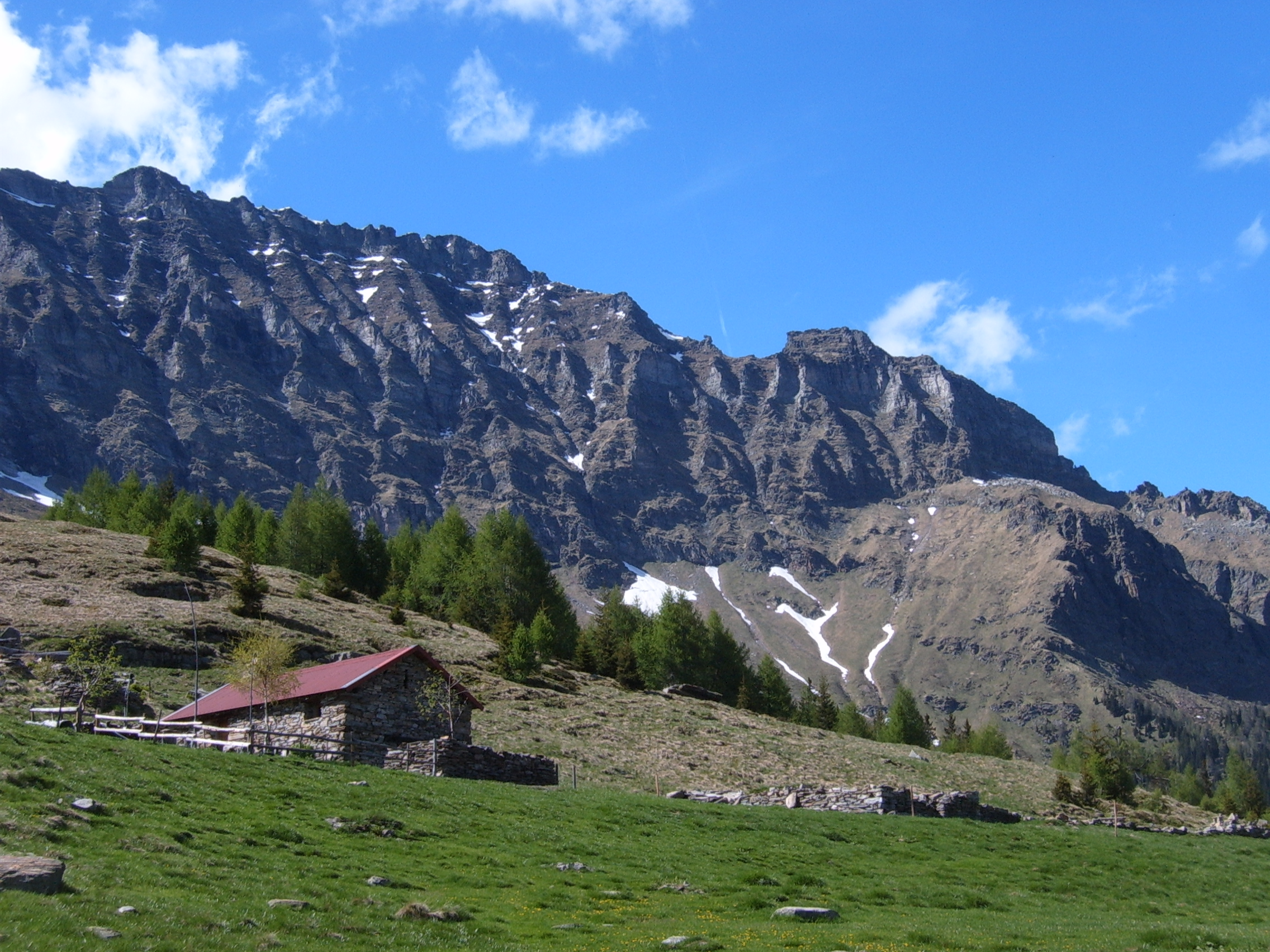
Alp de Cascinarsa presso Rossa
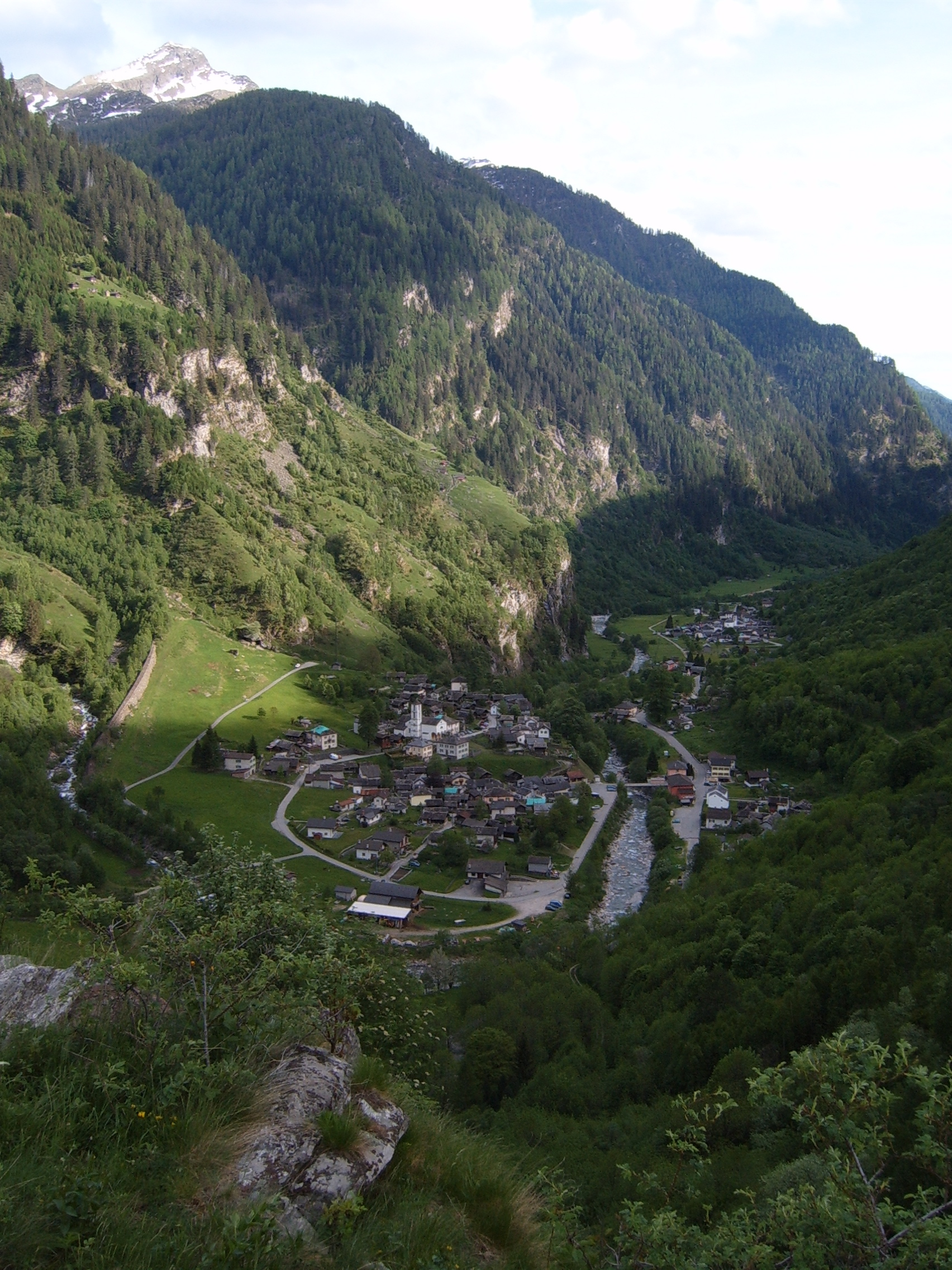
Rossa
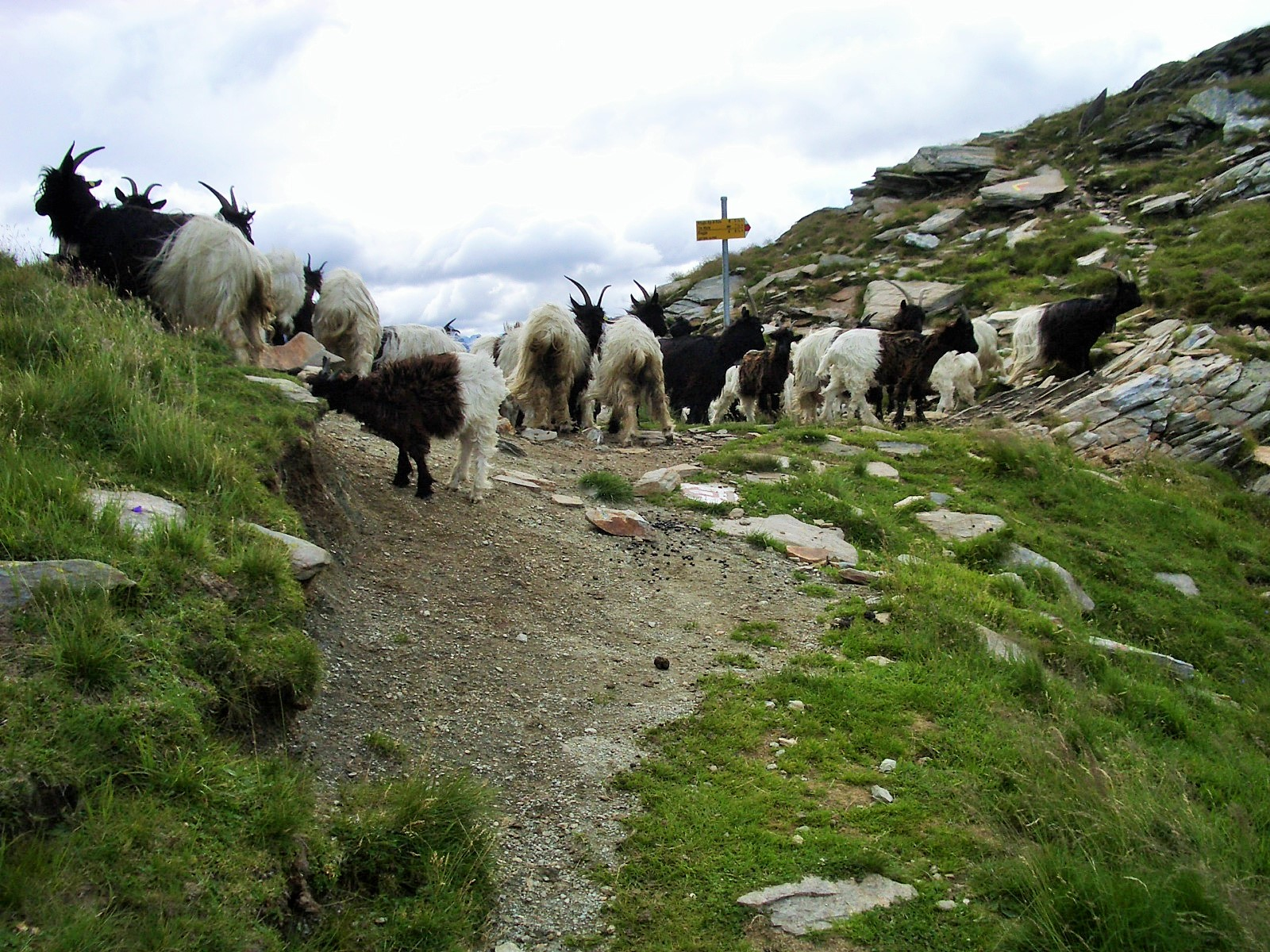
Pass de Buffalora (2261 metri s.l.m.), passaggio verso Soazza, in Mesolcina
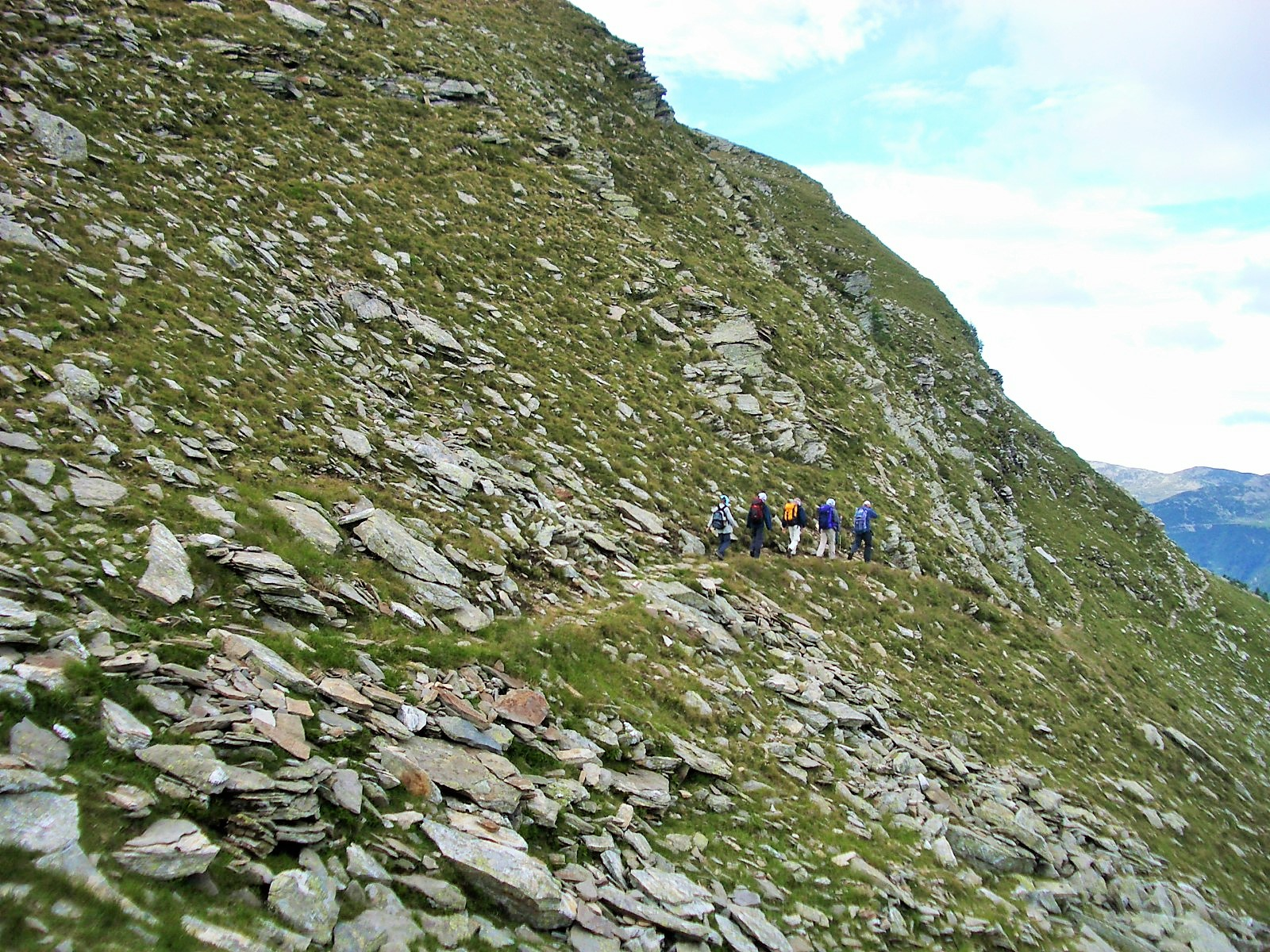
Sentiero Alpino Calanca
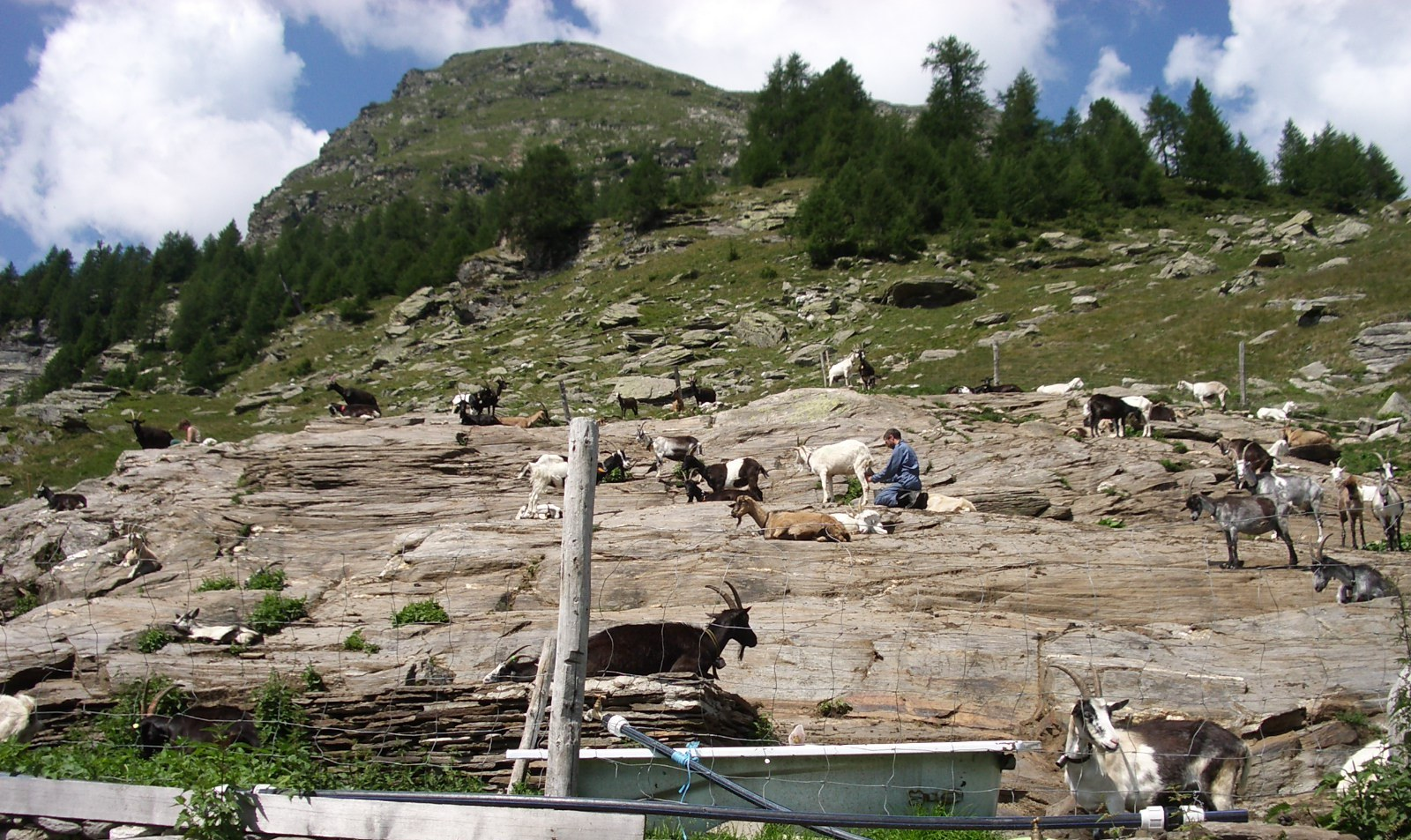
Alp Naucal
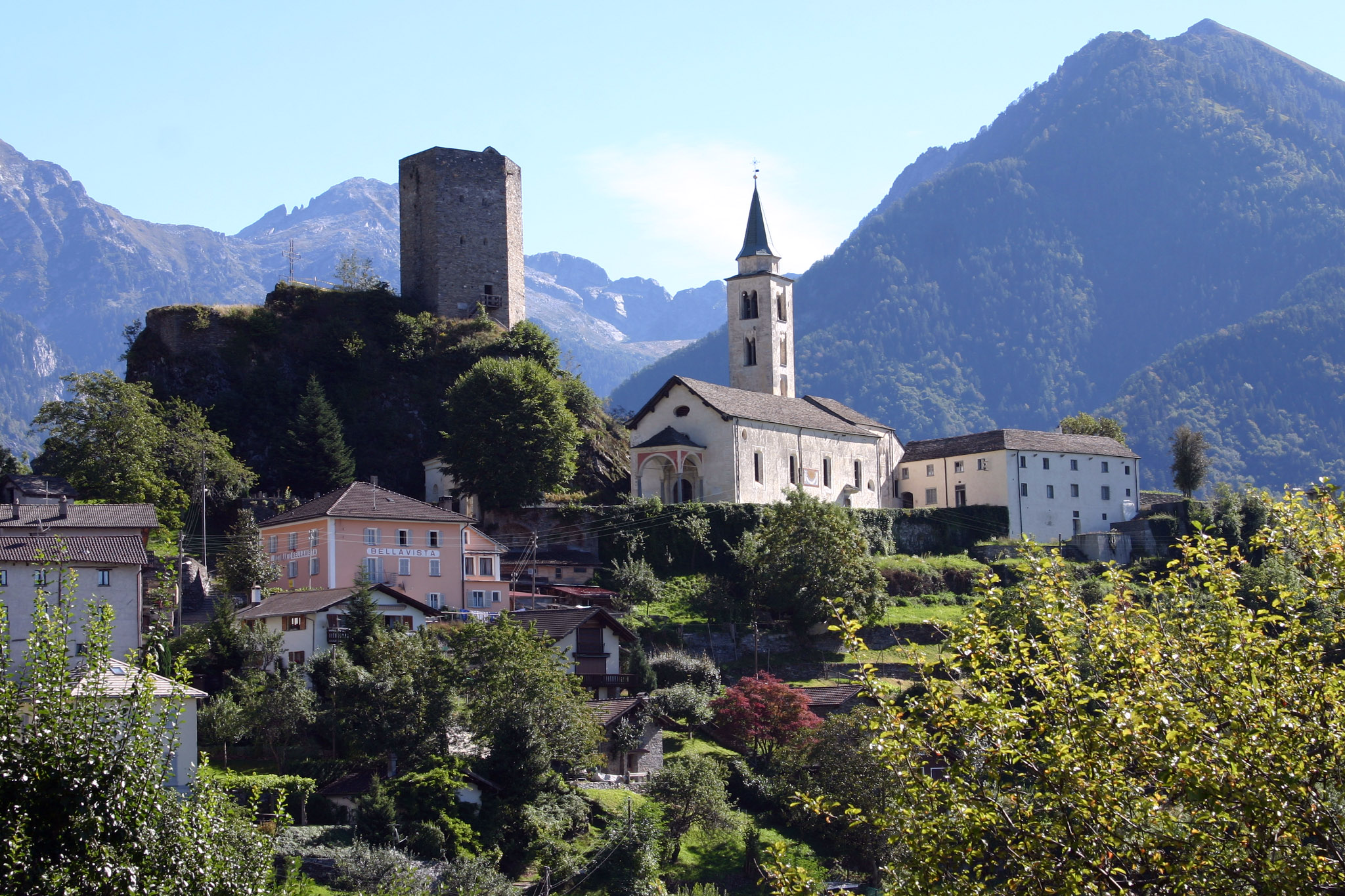
Santa Maria in Calanca